# Guarea carapoides
Guarea carapoides är en tvåhjärtbladig växtart som beskrevs av Hermann August Theodor Harms. Guarea carapoides ingår i släktet Guarea och familjen Meliaceae. Inga underarter finns listade i Catalogue of Life.